# 張學禮
張學禮（1488年—？），字以立，直隸順德府平鄉縣人，民籍，明朝政治人物。

## 生平
正德二年（1507年）丁卯科順天府鄉試第四名舉人。正德六年（1511年）中式辛未科會試第一百三十九名，登第三甲第二百二十五名進士。

## 家族
曾祖張□善；祖父張德林；父張欽，母關氏；繼母郭氏。